# Мічурінське (Костанайський район)
Мічу́рінське (каз. Мичурин) — село у складі Костанайського району Костанайської області Казахстану. Адміністративний центр Мічурінського сільського округу.
Населення — 2957 осіб (2021; 2209 у 2009, 1592 у 1999, 1829 у 1989).